# جیمز فرین
جیمز فرین (انگلیسی: James Frain؛ زادهٔ ۱۴ مارس ۱۹۶۸) یک هنرپیشه اهل بریتانیا است. وی از سال ۱۹۹۳ میلادی تاکنون مشغول فعالیت بوده‌است.
از فیلم‌ها یا برنامه‌های تلویزیونی که وی در آن نقش داشته است می‌توان به ترون: میراث، آب برای فیل‌ها، همه‌چیز خوب است، رنجر تنها، هیلاری و جکی و کنت مونت کریستو، توی دریا، جایی که قلب آنجاست، یک ماجراجویی کاملاً بزرگ، در برابر ساعت و سریال گریم و مجموعه و تودورها اشاره کرد.